# Comtat d'Ahrgau
El Ahrgau (també apareix escrit com Argau) fou un comtat franc medieval que s'estenia al llarg del riu Ahr a Renània-Palatinat septentrional.
La primera menció documental de l'Ahrgau és sota el nom "Arisco" (el 880), "pagus Aroensis" (el 882), "Argowe" (el 1064) i "Archgouwe" (el 1065).

## territori
L'Ahrgau pertanyia a la regió de la Ripuària al Ducat de Baixa Lorena i eclesiàsticament depenia de l'Arquebisbat de Colònia que hi tenia un ardiaca sent anomenat Decanatus Areuensis. Al sud, l'Ahrgau limitava amb el Mayenfeldgau sobre la línia de Rheineck damunt del Vinxtbach fins al Hohen Acht; a l'oest amb l'Eifel i el Zülpichgau al llarg de l'Adenaubachs fins a l'Ahr, al llarg del Vischbach, el Sürsch i el Swist; al nord amb el Bonngau; a l'est el Rin separava l'Ahrgau de l'Auelgau.

## Comtes
Els comtes mencionats documentalment a l'Ahrgau foren:
- Sigbod, també Sybodo, el 930, advocat del monestir de Klosters[2]
- Sicó I (Sicco), 1064
- Bertold, també Bertoldus, 1065
- Sicó II (Sicco), 1074

Els comtes de l'Ahrgaus es consideren els avantpassats dels comtes d'Are.
El comte Sicó de 1074 podria haver estat el pare del comte Dieteric I d'Ares.